# 第4裝甲軍團 (德意志國防軍)
第4装甲集团军（德語：Panzerarmee）（在1941年2月15日至1942年1月1日期间编为第4装甲集群（德語：4. Panzergruppe））是二战期间德军的一个装甲编队。作为德国国防军的重要装甲部队，第4装甲集群参加了1941-45年德苏战争的关键战役，包括巴巴罗萨行动、莫斯科战役、斯大林格勒战役、库尔斯克战役和1943年的基辅战役。